# Parwiz Dżalajer
Parwiz Dżalajer (pers. پرويز جلاير; ur. 6 października 1939 w Teheranie, zm. 6 lipca 2019) – irański sztangista, srebrny medalista igrzysk olimpijskich i dwukrotny medalista mistrzostw świata.

## Kariera
Swój pierwszy medal na arenie międzynarodowej wywalczył podczas mistrzostw świata w Berlinie w 1966 roku, gdzie zdobył brązowy medal w wadze lekkiej. W tym samym roku zwyciężył też na igrzyskach azjatyckich w Bangkoku. W 1968 roku wystartował na igrzyskach olimpijskich w Meksyku, gdzie w tej samej kategorii wagowej wywalczył srebrny medal. W zawodach tych rozdzielił na podium dwóch Polaków: Waldemara Baszanowskiego i Mariana Zielińskiego. Brał też udział w igrzyskach olimpijskich w Tokio, gdzie zajął siódme miejsce.
W 1967 roku ustanowił rekord świata w podrzucie.